# Дей (округ)
Округ Дей (англ. Day County) располагается в штате Южная Дакота, США. Официально образован в 1880 году. По состоянию на 2010 год, численность населения составляла 5710 человек.

## География
По данным Бюро переписи США, общая площадь округа равняется 2826 км2, из которых 2664 км2 суша и 162 км2 или 5,740 % это водоёмы.

## Население
По данным переписи населения 2000 года в округе проживает 6 267 жителей в составе 2 586 домашних хозяйств и 1 688 семей. Плотность населения составляет 2,00 человека на км2. На территории округа насчитывается 3 618 жилых строений, при плотности застройки около 1,00-го строения на км2. Расовый состав населения: белые — 91,26 %, афроамериканцы — 0,13 %, коренные американцы (индейцы) — 7,40 %, азиаты — 0,06 %, гавайцы — 0,05 %, представители других рас — 0,16 %, представители двух или более рас — 0,94 %. Испаноязычные составляли 0,38 % населения независимо от расы.
В составе 27,30 % из общего числа домашних хозяйств проживают дети в возрасте до 18 лет, 54,40 % домашних хозяйств представляют собой супружеские пары проживающие вместе, 6,80 % домашних хозяйств представляют собой одиноких женщин без супруга, 34,70 % домашних хозяйств не имеют отношения к семьям, 31,80 % домашних хозяйств состоят из одного человека, 18,00 % домашних хозяйств состоят из престарелых (65 лет и старше), проживающих в одиночестве. Средний размер домашнего хозяйства составляет 2,36 человека, и средний размер семьи 2,98 человека.
Возрастной состав округа: 25,50 % моложе 18 лет, 5,20 % от 18 до 24, 22,40 % от 25 до 44, 23,40 % от 45 до 64 и 23,40 % от 65 и старше. Средний возраст жителя округа 43 лет. На каждые 100 женщин приходится 96,50 мужчин. На каждые 100 женщин старше 18 лет приходится 94,50 мужчин.
Средний доход на домохозяйство в округе составлял 30 227 USD, на семью — 38 011 USD. Среднестатистический заработок мужчины был 27 279 USD против 18 179 USD для женщины. Доход на душу населения составлял 15 856 USD. Около 11,40 % семей и 14,30 % общего населения находились ниже черты бедности, в том числе — 17,40 % молодежи (тех, кому ещё не исполнилось 18 лет) и 11,80 % тех, кому было уже больше 65 лет.